# Линия Пикадилли
Линия Пикадилли (англ. Piccadilly line) — линия Лондонского метрополитена глубокого заложения. На станции Эктон-таун разделяется на 2 ветки. Обслуживает аэропорт Хитроу, проходит возле Букингемского дворца («Грин-парк» и «Гайд-парк-корнер»), площади Пикадилли (одноимённая станция). По её путям также проходят линии «Дистрикт» и «Метрополитен». На схемах обозначается тёмно-синим цветом. Пассажиропоток — 575,8 тыс. чел. в сутки. На линии находится 53 станции.
Первый участок линии (между станциями Финсбери-парк и Хаммерсмит) был открыт в 1906 году. Им управляла компания Underground Electric Railways Company of London. Внешний вид тоннелей и станций был разработан архитектором Лесли Грином. В начале 1930-х годов линия была продлена до станций Кокфостерс, Хаунслоу-Уэст, Аксбридж. Бо́льшая часть станций линии была перестроена под руководством архитектора Чарльза Холдена. Центральные станции линии были увеличены с целью повышения провозной способности. Для подготовки метрополитена ко Второй Мировой Войне некоторые станции были оборудованы убежищами и взрывоустойчивыми стенами.
В 1975—1977 годах линия была продлена до терминалов 1 (ныне закрытого), 2 и 3 аэропорта Хитроу. В 1986 — до терминала 4, а в 2008 — до терминала 5.
Выпуск транспорта на линии в час пик — 79 поездов (интервал — 2,5 минуты) 1973 серии. В результате программы «Новое метро для Лондона» (англ. New Tube for London), они будут заменены современными поездами.
На линии работают 2 электродепо: Кокфостерс и Норсвилдс.